# Ingrid Felipe
Ingrid Felipe (Hall in Tirol, 1978. augusztus 22. –) osztrák politikus, 2017-ben az Osztrák Zöld Párt országos szóvivője volt.

## Politikai karrier
2012. május 1-jén a tiroli parlament képviselője lett és május 24-én belépett a tiroli kormányba.

## Magánélete
Az elvált Felipe a fiával Rumban él.